# 882
| 882                |
| ------------------ |
| Dødsfald - Fødsler |
|                    |

| Gregoriansk kalender | 882 DCCCLXXXII          |
| Ab urbe condita      | 1635                    |
| Armensk kalender     | 331 ԹՎ ՅԼԱ              |
| Kinesiske kalender   | 3578 – 3579 辛丑 – 壬寅 |
| Etiopisk kalender    | 874 – 875               |
| Jødisk kalender      | 4642 – 4643             |
| Hindukalendere       |                         |
| - Vikram Samvat      | 937 – 938               |
| - Shaka Samvat       | 804 – 805               |
| - Kali Yuga          | 3983 – 3984             |
| Iransk kalender      | 260 – 261               |
| Islamisk kalender    | 268 – 269               |

Se også 882 (tal)

## Begivenheder
- Kijev bliver fyrstesæde i riget Rus, der herefter også kaldes Kievriget.